# Grallaria albigula
Grallaria albigula là một loài chim trong họ Grallariidae.